# 石下駅 (平安北道)
石下駅（ソクハえき）は朝鮮民主主義人民共和国平安北道新義州市に位置する朝鮮民主主義人民共和国鉄道省白馬線および石下里線の駅である。